# Hofanlage Warftenstraße 50
Die Hofanlage Warftenstraße 50 in der niedersächsischen Gemeinde Loxstedt, Ortsteil Overwarfe, im Landkreis Cuxhaven, stammt aus der zweiten Hälfte des 19. Jahrhunderts. Aktuell (2024) wird sie landwirtschaftlich genutzt.
Die Gebäude stehen unter Denkmalschutz (siehe auch Liste der Baudenkmale in Loxstedt).

## Beschreibung
Die zur Straße baumbestandene Hofanlage mit der historischen Hofpflasterung besteht aus
- dem eingeschossigen giebelständigen Wohn- und Wirtschaftsgebäude von 1865 (Inschrift) in Form eines Vierständer-Hallenhauses mit massiven Backsteinaußenwänden mit giebelteilendem Gesims als Deutsches Band (Sägezahnfries) und Tropfenfries am Ortgang, pfannengedecktem Krüppelwalmdach, Niedersachsengiebel mit Uhlenloch und Grooter Door mit Korbbogen sowie rundbogigen eisenversprossten Fenstern,[2]
  - dem südlichen traufständigen Stallanbau von um 1875,
- der traufständigen Gulfscheune mit Stallbereich als Backsteinbau von um 1895 mit pfannengedecktem Krüppelwalmdach mit Uhlenloch und hinten Satteldach, seitlicher Toranlage mit Korbbogen sowie Längsdurchfahrt,[3]
- der Hofraum mit gepflasterter Zufahrt und gepflastertem Hof (teilweise historisches Pflaster erhalten) sowie straßenseitig altem Baumbestand,
- sowie nicht denkmalgeschützten Nebenanlagen.

Das Landesdenkmalamt befand u. a.: „Für das Ortsbild von Overwarfe sind die im 19. Jahrhundert entstandenen, giebelständig ausgerichteten Wohn-/Wirtschaftsgebäude charakteristisch, von denen auch die Hofanlage Warftenstraße 50 eines besitzt. ….“